# ابوبکر احمد رازی
ابوبکر احمد ابن محمد موسی الرازی الکندی (۸۸۸- ۹۵۵ م.) مورخ ایرانی اندلسی بود؛ وی به رازیِ تاریخی یا رازیِ مؤرخ نیز شهرت دارد.
او اولین کسی است که راجع به تاریخ مسلمانان در اندلس کتاب نوشت 
مهمترین اثرش اخبارالملوک اندلس است که  نویسندگان مشهوری چون : ابوبکر زبیدی، ابن فرضی، ابن حیان قرطبی، الحمیدی اندلسی، ابن عمیره ضبی و یاقوت حموی در آثارشان به آن رجوع داده اند.

## زندگی
در عصر عبدالرحمن دوم بسیاری از بازرگان شرقی به اندلس آمدند. برخی از بازرگانان کتاب‌های علمی خرید و فروش می‌کردند که بسیار برای علمای اندلس سودمند بود. در یکی از این کاروان‌های تجاری، محمد بن موسی رازی بود (درگذشتهٔ ۲۷۳ق) بود که او جد خانوادهٔ رازی است که از برای تاریخ‌نویسی‌اش شهرت یافت. 

احمد بن موسی رازی در ۱۰ ذی‌الحجه ۲۷۴ق به اندلس زاده شد. از احمد بن خالد و قاسم بن أصبغ علم آموخت. درگذشت او در ۱۲ رجب ۳۴۴ق بود.

## آثار
- اخبار ملوک الاندلس
- کتاب الاستیعاب (درک کامل)
- کتاب شجره نامه های اندلسی
- کتاب اعیان الموالی بالاندلس : فرهنگ زندگینامه موالی که احتمالاً بخشی از کتاب الاستیعاب بوده است که توسط قاضی ایاد و ابن العبار ذکر شده است
- شرح قرطبه